# 汉布吕肯
汉布吕肯（德語：Hambrücken）是德国巴登-符腾堡州的一个市镇。总面积10.97平方公里，总人口5479人，其中男性2740人，女性2739人（2011年12月31日），人口密度499人/平方公里。